# 500 miles d'Indianapolis 1982

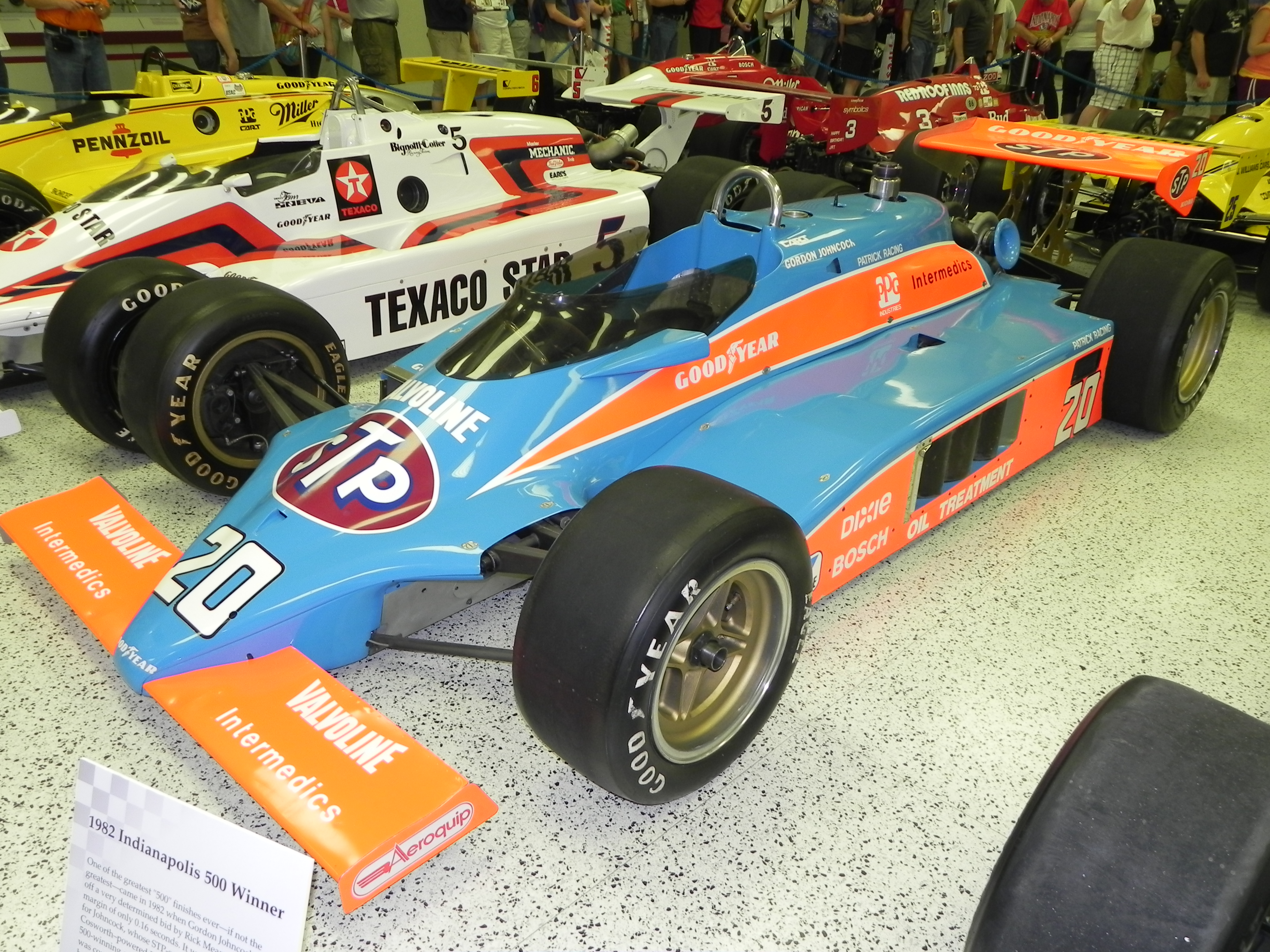
La Wildcat-Cosworth de Gordon Johncock, victorieuse de l'édition 1982 des 500 miles d'Indianapolis.

Les 500 miles d'Indianapolis 1982, organisés le dimanche 30 mai 1982 sur l'Indianapolis Motor Speedway, ont été remportés par le pilote américain Gordon Johncock sur une Wildcat-Cosworth.

## Grille de départ
| Ligne | Intérieur        | Milieu                | Extérieur             |
| 1     | Rick Mears       | Kevin Cogan           | A. J. Foyt            |
| 2     | Mario Andretti   | Gordon Johncock       | Bill Whittington      |
| 3     | Tom Sneva        | Don Whittington       | Danny Ongais          |
| 4     | Pancho Carter    | Chip Ganassi          | Johnny Rutherford     |
| 5     | Danny Sullivan   | Herm Johnson          | Héctor Rebaque        |
| 6     | Al Unser         | Bobby Rahal           | Howdy Holmes          |
| 7     | Roger Mears      | Geoff Brabham         | Dennis Firestone      |
| 8     | Michael Chandler | Dale Whittington (en) | Jim Hickman           |
| 9     | Johnny Parsons   | George Snider         | Tony Bettenhausen Jr. |
| 10    | Jerry Sneva      | Chet Fillip           | Gary Bettenhausen     |
| 11    | Tom Bigelow      | Pete Halsmer          | Josele Garza          |

La pole a été réalisée par Rick Mears à la moyenne de 333,139 km/h. Il s'agit également du chrono le plus rapide des qualifications.

## Classement final
| no | Pilote                    | Voiture             | Tours | Temps/Abandon     |
| 1  | Gordon Johncock           | Wildcat-Cosworth    | 200   |                   |
| 2  | Rick Mears                | Penske-Cosworth     | 200   |                   |
| 3  | Pancho Carter             | March-Cosworth      | 199   |                   |
| 4  | Tom Sneva                 | March-Cosworth      | 197   | moteur            |
| 5  | Al Unser                  | Longhorn-Cosworth   | 197   |                   |
| 6  | Don Whittington           | March-Cosworth      | 196   |                   |
| 7  | Jim Hickman (R)           | March-Cosworth      | 189   |                   |
| 8  | Johnny Rutherford         | Chaparral-Cosworth  | 187   | moteur            |
| 9  | Herm Johnson (R)          | Eagle-Chevrolet     | 186   |                   |
| 10 | Howdy Holmes              | March-Cosworth      | 186   |                   |
| 11 | Bobby Rahal (R)           | March-Cosworth      | 174   | moteur            |
| 12 | Gary Bettenhausen         | Lightning-Cosworth  | 158   | moteur            |
| 13 | Héctor Rebaque (R)        | March-Cosworth      | 150   | incendie          |
| 14 | Danny Sullivan (R)        | March-Cosworth      | 148   | accident          |
| 15 | Chip Ganassi (R)          | Wildcat-Cosworth    | 147   | moteur            |
| 16 | Bill Whittington          | March-Cosworth      | 121   | moteur            |
| 17 | Mike Chandler             | Eagle-Chevrolet     | 104   | boite de vitesses |
| 18 | Tom Bigelow               | Eagle-Chevrolet     | 96    | moteur            |
| 19 | A. J. Foyt                | March-Cosworth      | 95    | transmission      |
| 20 | Tom Bigelow               | March-Cosworth      | 92    | accident          |
| 21 | Johnny Parsons            | March-Cosworth      | 87    | moteur            |
| 22 | Danny Ongais              | Interscope-Cosworth | 62    | accident          |
| 23 | Jerry Sneva               | March-Cosworth      | 61    | accident          |
| 24 | Chet Fillip (R)           | Eagle-Cosworth      | 60    | accident          |
| 25 | Pete Halsmer              | Eagle-Chevrolet     | 38    | transmission      |
| 26 | Tony Bettenhausen Jr.     | March-Cosworth      | 37    | accident          |
| 27 | Dennis Firestone          | Eagle-Chevrolet     | 37    | mécanique         |
| 28 | Geoff Brabham             | March-Cosworth      | 12    | moteur            |
| 29 | Josele Garza              | March-Cosworth      | 1     | moteur            |
| 30 | Kevin Cogan               | Penske-Cosworth     | 0     | accident          |
| 31 | Mario Andretti            | Wildcat-Cosworth    | 0     | accident          |
| 32 | Roger Mears (R)           | Penske-Cosworth     | 0     | accident          |
| 33 | Dale Whittington (en) (R) | March-Cosworth      | 0     | accident          |

Un (R) indique que le pilote était éligible au trophée du "Rookie of the Year" (meilleur débutant de l'année), attribué à Jim Hickman.

## À noter
- À l'issue d'un long duel, Gordon Johncock bat Rick Mears de 0,160 seconde sur la ligne. Cela restera l'écart le plus serré de l'histoire jusqu'en 1992.

## Sources
- (en) Résultats complets sur le site officiel de l'Indy 500